# Mielno (Grunwald)
Mielno (deutsch Mühlen) ist ein Dorf in der polnischen Woiwodschaft Ermland-Masuren. Es gehört zur Gmina Grunwald (Landgemeinde Grünfelde) im Powiat Ostródzki (Kreis Osterode in Ostpreußen).

## Geographische Lage
Mielno liegt 500 Meter nordwestlich des Mühlensees (polnisch Jezioro Mielno) im südlichen Westen der Woiwodschaft Ermland-Masuren, 26 Kilometer südöstlich der Kreisstadt Ostróda (deutsch Osterode in Ostpreußen).

## Geschichte
Der Komtur von Christburg (polnisch Dzierzgoń), Luther von Braunschweig übergab 1329 einem Nicolaus von Cobelau ein 200 Hufen großes Gelände zur Kolonisierung. Auf diesem Gelände entstand u. a. Mühlen, das seine Handfeste 1333 erhielt. Den Landwirtschaftsbetrieb des Ortes hatte Anfang des 19. Jahrhunderts Ahasverus von Brandt (1758–1822) in Besitz. Später wurde er als Domäne staatlich und verpachtet. Letzte deutscher Pächter war Oberamtmann Hermann Bertram.
Als Gutsbezirk und als Landgemeinde kam Mühlen 1874 zum neu errichteten Amtsbezirk Seewalde (polnisch Zybułtowo) im Kreis Osterode in Ostpreußen. Die Försterei und – ab 1894 – der Bahnhof lagen 1,5 Kilometer nördlich des Dorfes. 719 Einwohner waren im Jahre 1910 in Mühlen gemeldet: 510 im Gutsbezirk und 209 im Dorf.
Am 30. September 1928 wurden der Gutsbezirk Mühlen und die Landgemeinde Mühlen zur neuen Landgemeinde Mühlen vereinigt. Die Einwohnerzahl belief sich 1933 auf 542 und 1939 auf 562.
In Kriegsfolge kam Mühlen 1945 mit dem gesamten südlichen Ostpreußen zu Polen. Das Dorf erhielt die polnische Namensform „Mielno“ und ist heute eine Ortschaft im Verbund der Gmina Grunwald (Landgemeinde Grünfelde) mit Sitz in  Gierzwałd (Geierswalde) im Powiat Ostródzki (Kreis Osterode in Ostpreußen), bis 1998 der Woiwodschaft Olsztyn, seither der Woiwodschaft Ermland-Masuren mit Sitz in Olsztyn (Allenstein) zugehörig. Im Jahre 2011 zählte Mielno 439 Einwohner.

## Kirche

### Kirchengebäude
Bereits vor 1410 gab es in Mühlen eine Kirche. Sie wurde 1817 wegen Baufälligkeit abgerissen, nachdem sie von französischen Truppen als Kaserne benutzt und mit total demolierter Einrichtung hinterlassen worden war.
Am 6. November 1864 wurde die jetzige in neugotischem Stil erbaute Feldsteinkirche eingeweiht. Einen Turm hat die Kirche nicht, die Glocken hängen in einem Glockenstuhl neben der Kirche.
Bis 1945 war die Kirche evangelisches Gotteshaus und ging dann in das Eigentum der römisch-katholischen Kirche über.

### Kirchengemeinde

#### Evangelisch
Die Kirchengemeinde Mühlen bildete vor 1945 mit der in Tannenberg (polnisch Stębark) eine „vereinigte Kirchengemeinde“, deren Gemeinden selbständig sind, jedoch von einem gemeinsamen Pfarrer betreut wurden. Pfarrsitz war Mühlen. Die beiden Gemeinden hatten 1925 zusammen 2126 Gemeindeglieder, von denen 1800 zum Sprengel Mühlen gehörten. In Kriegsfolge erstarb die evangelische Gemeinde. Heute hier lebende Gemeindeglieder gehören zur Kirche in Olsztynek (Hohenstein).

#### Römisch-katholisch
Vor 1945 waren die katholischen Einwohner nach Thurau (polnisch Turowo) eingepfarrt. Heute ist die St. Johannes dem Täufer gewidmete Dorfkirche ihre Gemeindekirche, die als Filialkirche zur Pfarrei in Stębark (Tannenberg) gehört.

## Verkehr

### Straßen
Mielno liegt an der viel befahrenen Woiwodschaftsstraße 537, die Lubawa (Löbau in Westpreußen) mit der Gmina Grunwald und der Gmina Olsztynek (Hohenstein) verbindet und bis zur Anschlussstelle „Grunwald“ der Schnellstraße 7 (auch: Europastraße 77) bei Pawłowo (Paulsgut) führt. Über Nebenstraßen ist Mielno außerdem mit der Region verbunden.

### Schienen
Mielno verfügt über keinen Bahnanschluss mehr. Von 1894 bis 1945 war das Dorf Bahnstation an der damals noch von Elbing (polnisch Elbląg) kommenden Bahnstrecke Ostróda–Olsztynek (deutsch Osterode–Hohenstein). Sie wurde 1945 in Kriegsfolge geschlossen und ist nahezu vollständig demontiert.

## Persönlichkeiten
- Wilhelm Lesenberg (1885–1914), deutscher Kunsthistoriker, starb am 28. August 1914 bei Mühlen